# Sunyer I
Sunyer (I) (zapisywany też jako Sunifred II, po hiszpańsku jako Suñer, a po łacinie jako Suniario; ur. ok. 880/890, zm. w 950 lub 15 października 954 roku w Barcelonie) – hrabia Barcelony, Girony i Osony w latach 911–947 z dynastii Urgel.

## Życiorys
Urodził się jako drugi co do starszeństwa syn (z dziewięciorga dzieci) Wilfreda Włochatego, pierwszego niezależnego hrabiego Barcelony i jego żony Guinidildy, córki hrabiego Flandrii Baldwina I Żelazne Ramię. Jego starszym bratem był Wilfred Borrell II, a młodszym rodzeństwem m.in. Sunifred II z Urgell, Miro z Cerdanyi i biskup Urgell Rudolf. Przed 897 został mianowany przez ojca hrabią Urgell. Po śmierci ojca w 897 roku rządził wspólnie z Wilfredem Borrellem II, przy czym to starszy brat miał przewagę. Dopiero po jego - prawdopodobnie bezdzietnej - śmierci w 911 roku uzyskał pełnię władzy. W 914 roku przekazał władzę nad mieszkańcami San Juan, Ogasa, Surroca i Caballera del valle de Ripoll przeoryszy Ripoll.
Pierwszy wewnętrzny konflikt, z którym musiał się zmierzyć dotyczył hrabstwa Besalú. W 917 roku zmarł jego władca i wuj Sunyera, Radulf I z Besalú. Pretensje do hrabstwa zgłosił brat barcelońskiego władcy, Miro, hrabia Cerdanyi. Ponieważ dziedziczenie w tych czasach nie zawsze odbywało się na zasadzie primogenitury, to karoliński władca (którego lennikiem byli obydwaj bracia) nadawał je często według własnego uznania członkom rodu lub temu, kto je faktycznie posiadał. Od panowania Wilfreda Włochatego jednak władza pozostawała w jednym rodzie, dynastii Urgel. W konflikcie zwyciężył Miro, ale w zamian za to wycofał swoje pretensje do tronu w Barcelonie. W czasie trwania konfliktu monarcha był już żonaty.
Sunyer prowadził zdecydowanie bardziej ekspansywną politykę niż jego poprzednicy, aktywnie walcząc z sąsiadującymi Maurami. Stoczył z nimi bitwy pod Lleidą i Tarragoną. W międzyczasie nawiązał kontakty z Kalifatem Kordowy, od którego odpadały wówczas północne prowincje. W 912 roku Muhammad-al-Tawil z Hueski pokonał barcelońskie wojska w bitwie w dolinie Tàrrega. Kontratak Sunifreda dwa lata później odepchnął jednak muzułmańskie siły od Barcelony i doprowadził do śmierci al-Tawila. Wkrótce rozpoczął on zasiedlanie opustoszałego regionu Penedès aż po miejscowość Olèrdola (w 929).
W latach 936-7 poprowadził kolejną ekspedycję przeciw Maurom, w której zginął kadi z Walencji. Udało mu się zająć opuszczoną Tarragonę oraz wymusić trybut od Tortosy. Jednakże już w 940 roku odnoszący sukcesy Abd-ar-Rahman III zmusił Sunyera do sojuszu ze sobą i porzucenia sojuszu z Nawarrą (Sunyer planował wydać swoją córkę za Garcia I Sancheza).
W latach 40. X wieku poczynił liczne donacje dla klasztorów za duszę swojego syna Ermenegola. W 947 roku Sunyer abdykował i przeniósł się do klasztoru Ripoll, rozdzielając władzę między dwóch najstarszych synów. Miró miał odpowiadać za sprawy wewnętrzne, natomiast brat Borrell II - za wojsko i sprawy zagraniczne. Ten drugi tytułował się także królem Gotów, a w 948 roku odziedziczył po bezdzietnym wuju Sunifredzie II (wobec abdykacji ojca) Urgell. Sunyer zmarł tam prawdopodobnie w 950 lub 954 roku. 

## Małżeństwa i potomstwo
Po raz pierwszy ożenił się w 914 z Aimildą. Miał z nią córkę:
- Gudinildę (915-960), żonę hrabiego Hugo I z Quercy (dzisiejszy departament Lot).

Po jej śmierci przed 917 r. Sunyer ożenił się z Rycheldą, identyfikowaną jako córka hrabiego Rouergue i Tuluzy, Ermenegola I - prawdopodobnie to stąd wzięło się imię Ermenegol w dynastii barcelońskiej. Doczekali się piątki dzieci:
- Ermengola (zm. 940/2), hrabiego Osony;
- Borrella II (zm. 30 września 993), współdziedzica hrabstwa;
- Miro (zm. 31 października 966), współdziedzica hrabstwa z bratem;
- Adelajdy (zm. po 988);
- Josifreda/Wilfreda (zm. po 988), hrabiego